# Hyloxalus ruizi
Espèce
Synonymes
- Colostethus ruizi Lynch, 1982

Statut de conservation UICN

 CR B1ab(iii,v)+2ab(iii,v) : 
En danger critique
Hyloxalus ruizi est une espèce d'amphibiens de la famille des Dendrobatidae.

## Répartition
Cette espèce est endémique du département de Cundinamarca en Colombie. Elle se rencontre à Fusagasugá de 2 410 à 2 470 m d'altitude sur le versant Ouest de la cordillère Orientale.

## Étymologie
Cette espèce est nommée en l'honneur de Pedro Miguel Ruíz-Carranza.

## Publication originale
- Lynch, 1982 : Two new species of poison-dart frogs (Colostethus) from Colombia. Herpetologica, vol. 38, no 3, p. 366-374.